# Klas Pallin

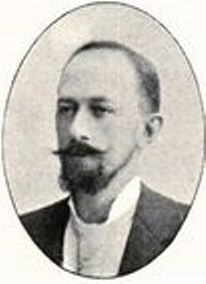
Klas Pallin.

Klas Albert Pallin, född 3 februari 1868 i Arvika landsförsamling, Värmlands län, död 6 december 1943 i Karlstads stadsförsamling, samma län, var en svensk maskiningenjör.
Efter studentexamen i Stockholm 1886 och avgångsexamen från Kungliga Tekniska högskolan 1890 var Pallin ritare vid Landskrona gjuteri 1890–91, vid Sveriges statsbanor 1892–93, stationsinspektor vid Nordmark-Klarälvens Järnvägar 1893–97, maskiningenjör och trafikchefsassistent vid dito 1893–23 och trafikchef vid dito från 1927.
Pallin var ordförande i valnämnden från 1910, en av stiftarna av Sveriges enskilda järnvägars ingenjörsförbund 1901, medlem av dess styrelse från 1901, sekreterare 1906–21, vice ordförande 1924, ordförande från 1932, under en rad år ordförande i Värmländska Ingenjörsföreningen samt ledamot av Järnvägarnas skiljedomstol från 1920.